# Holstebro Museum
Holstebro Museum er et kulturhistorisk museum i Holstebro. Museet har det kulturhistoriske ansvar for nyere tids historie i Holstebro Kommune og det arkæologiske ansvar for kommunerne Holstebro, Lemvig og Struer. Gennem en årrække har museet desuden specialiseret sig i luftfotoarkæologi.
Holstebro Museum er et af ti tilsynsmuseer, som bistår Slots- og Kulturstyrelsen med tilsynet med fredede fortidsminder. Geografisk omfatter tilsynet Holstebro, Struer, Lemvig, Herning, Ringkøbing- Skjern, Viborg og Ikast-Brande Kommuner.
I 2012 blev Holstebro Museum sammen med Frilandsmuseet Hjerl Hede og Strandingsmuseum St. George samlet i én organisation under navnet De Kulturhistoriske Museer i Holstebro Kommune. Museets ansvarsområder dækker bredt og indeholder bl.a. løbende indsamling, registrering, bevaring, forskning og formidling indenfor museets ansvarsområder.

## Udstillinger - Danmarkshistorier fortalt på vestjysk
Efter en omfattende ombygning åbnede Holstebro Museum med nye, flotte permanente udstillinger 12. oktober 2019. På det totalt ombyggede Holstebro Museum kan man se de permanente udstillinger “Det eventyrlige loft” og “Jernmænd”. Det eventyrlige loft fortæller lokalhistorien fra den ældre stenalder og op til nutiden, og lader gæsten gå på opdagelse i Vestjyllands spændende historie. Jernmænd fortæller os om de fremsynede mænd, der satte gang i jernindustrien i Vestjylland; det var risikabelt og beskidt, men de havde succes.

## Museets historie
I 1930 stiftedes Holstebro Museumsforening, der 5. juni 1931 åbnede Holstebro Museum i Lægård Mølle i Holstebro Lystanlæg. Museet skulle hjælpe med at bevare sporene af fortiden og fortælle den lokale befolkning om netop deres historie. I 1965 blev museet statsanerkendt. Holstebro Museumsforening drev museet frem til 1993, hvor museet overgik til at blive en selvejende institution. Som følge af Strukturreformen blev Strandingsmuseum St. George i 2007 en afdeling under Holstebro Museum, og 1. januar 2012 fusionerede de med Frilandsmuseet Hjerl Hede. Museumsfusionen fik navnet De Kulturhistoriske Museer i Holstebro Kommune, der har status af statsanerkendt museum. De tre museer fortsætter deres aktiviteter og opgaver på de nuværende adresser.
I maj 1991 flyttede Holstebro Museum fra de små og utidssvarende rammer i Lægård Mølle i Holstebro Lystanlæg til en helt ny museumsbygning tegnet af arkitekt Hanne Kjærholm. Museumsbygningen blev opført i tilknytning til tobaksfabrikant Færchs Villa og Holstebro Kunstmuseum på Museumsvej, og de to selvstændige museer har siden haft fælles indgang, billletsalg og museumsbutik.
Holstebro Museum fik udvidet bygningen i 1998 med Birnfløjen til en udstilling om jernstøberiets historie. Birnfløjen blev yderligere udvidet i 2001, og i 2002 fulgte en ny udvidelse til Hans Dissings legetøjsamling.
Holstebro Museum gennemgik en større om- og tilbygning fra april 2017 til oktober 2019, der blev udført med respekt for husets oprindelige arkitektur. Museets to gårdhaver blev overdækket og inddraget i museets udstillingsarealer, som er blevet samlet og øget betragteligt. Desuden er der kommet ny plads til værksteder og kontorer. Hele ankomstarealet er omdisponeret og udvidet, og gæsterne mødes nu af et sammenhængende café- og butiksareal samt en foredragssal til 150 siddende gæster.

## Museumsdirektører
- mag.art. Torben Skov, 1984-2004. Han blev ansat som museumsinspektør i 1972, og blev som magister i forhistorisk arkæologi den første faguddannede medarbejder på museet. Først i 1984 blev han udnævnt til museumsdirektør.
- mag.art. Lis Helles Olesen, konstitueret direktør 2004-05.
- cand.mag. Ole Nielsen, 2005-2012.
- cand.mag. Ingeborg Svennevig, 2012-.